# Shastasaurus
Shastasaurus foi um réptil marinho pré-histórico da ordem dos Ictiossauros que viveu durante o período Triássico da Era dos Dinossauros nos locais onde hoje ficam a Califórnia e o México.